# Mánager del Año
En la Liga Venezolana de Béisbol Profesional, el Mánager del Año, también conocido como Trofeo Alfonso Carrasquel es un honor otorgado anualmente desde la temporada 2003-04 al mejor entrenador de la liga. El primero en conseguirlo fue Luis Dorante, quien dirigió esa temporada al extinto equipo de Pastora de Los Llanos. 
Alfredo Pedrique ha sido el mánager que más veces ha conseguido el galardón al hacerlo una vez con los Navegantes del Magallanes y dos veces consecutivas con los Caribes de Anzoátegui. A su vez, Caribes de Anzoátegui ha sido el equipo que más veces ha tenido a mánagers ganadores de este honor con cuatro. Wilfredo Romero, mánager de los Tigres de Aragua es el actual poseedor del premio y se convirtió en el primer mánager en revalidar este galardón con un equipo diferente.

## Ganadores
| Año    | Enlace al artículo de la temporada correspondiente de la Liga Venezolana de Béisbol Profesional |
| Récord | Récord del equipo dirigido en temporada regular.                                                |
| (#)    | Número de veces que los mánagers han ganado el premio                                           |

| Año     | Mánager              | Equipo                    | Récord |
| ------- | -------------------- | ------------------------- | ------ |
| 2003-04 | Luis Dorante (1)     | Pastora de Los Llanos     | 35-27  |
| 2004-05 | Luis Dorante (2)     | Pastora de Los Llanos     | 31-30  |
| 2005-06 | Alfredo Pedrique (1) | Navegantes del Magallanes | 39-23  |
| 2006-07 | Buddy Bailey (1)     | Tigres de Aragua          | 41-21  |
| 2007-08 | Marco Davalillo (1)  | Caribes de Anzoátegui     | 41-21  |
| 2008-09 | Frank Kremblas (1)   | Leones del Caracas        | 42-21  |
| 2009-10 | Carlos García (1)    | Navegantes del Magallanes | 41-22  |
| 2010-11 | Jody Davis (1)       | Águilas del Zulia         | 35-28  |
| 2011-12 | Marco Davalillo (2)  | Tiburones de La Guaira    | 37-26  |
| 2012-13 | Alfredo Pedrique (2) | Caribes de Anzoátegui     | 35-28  |
| 2013-14 | Alfredo Pedrique (3) | Caribes de Anzoátegui     | 39-24  |
| 2014-15 | Omar López (1)       | Caribes de Anzoátegui     | 39-24  |
| 2015-16 | Henry Blanco (1)     | Bravos de Margarita       | 28-35  |
| 2016-17 | Lipso Nava (1)       | Águilas del Zulia         | 33-30  |
| 2017-18 | Mike Rojas (1)       | Leones del Caracas        | 35-28  |
| 2018-19 | Luis Dorante (3)     | Navegantes del Magallanes | 36-27  |
| 2019-20 | Renny Osuna (1)      | Tiburones de La Guaira    | 25-17  |
| 2020-21 | José Moreno (1)      | Cardenales de Lara        | 25-15  |
| 2021-22 | Wilfredo Romero (1)  | Navegantes del Magallanes | 32-17  |
| 2022-23 | Wilfredo Romero (2)  | Tigres de Aragua          | 24-21  |